# Rue des voleurs
Rue des voleurs est un roman de Mathias Énard paru le 18 août 2012 aux éditions Actes Sud.

## Genèse du roman
Ce roman de Mathias Énard a été présélectionné dans la première liste de douze romans en lice pour le prix Goncourt 2012.

## Résumé
C'est un jeune marocain de Tanger, un garçon sans histoire, un musulman passable, juste trop avide de liberté et d'épanouissement, dans une société peu libertaire. Au lycée, il a appris quelques bribes d'espagnol, assez de français pour se gaver des livres de la Série noire. Il attend l'âge adulte en lorgnant les seins de sa cousine Meryem. C'est avec elle qu'il va « fauter », une fois et une seule. Surpris, les coups pleuvent et le voici à la rue, sans foi ni loi. Il va devoir partir de chez lui. Il va devoir se battre contre la misère, se battre pour survivre malgré tout. Il se retrouve en à Barcelone après un périple brûlant d'actualité[Quoi ?].

## Analyse
(janvier 2019).
- Si vous ne connaissez pas le sujet, laissez ce bandeau (vous pouvez alors contacter les auteurs).
- Si vous supprimez le contenu mis en cause (vous pouvez préalablement contacter les auteurs),

argumentez précisément cette suppression dans la page de discussion
(un manque de référence n'est pas un argument ; une recherche réelle de référence doit avoir été effectuée, être formellement documentée).

### Lien entre Orient et Occident
L’auteur n’hésite pas à insérer des vers en arabe de Nizar Kabbani dans le texte français sans en donner la traduction : ce mélange de l’arabe et du français symbolise l’union qu'Énard souhaite entre les deux grandes entités, Orient et Occident[réf. nécessaire].
Mathias Énard fait la part belle au monologue intérieur : les verbes « penser », « imaginer » reviennent souvent pour traduire les expressions de la conscience du narrateur : «j’ai repensé à mes parents, à ma mère surtout, à mes petit frères, que pouvaient-ils savoir, penser de moi». À propos de la phrase d’Énard, Michaël Ferrier écrit : « C'est une phrase en déplacement permanent, une phrase migrante, prenant appui sur une extraordinaire mécanique des points-virgules (Énard est un orfèvre du point-virgule, dans toutes ses nuances, dans toute son amplitude), et qui peut épouser aussi bien les sinuosités de la réflexion intérieure que la description d'un paysage de Barcelone ou de Tunis.» La phrase est migrante à l’image du narrateur, Lakhdar qui part de Tanger, passe par Algésiras pour arriver à Barcelone : c’est une phrase qui évolue depuis le début du roman où elle est rapide et comme incapable de s’arrêter, les points ne forment pas de véritables fins de phrases. Mais le ton change dans la deuxième partie du roman avec l’arrivée du héros en Catalogne : la phrase est plus apaisée et plus longue, ponctuée par ces points-virgules qu'Énard maîtrise si bien.

### Influences littéraires du roman
Mathias Énard, de manière discrète dans Rue des Voleurs, multiplie les références aux artistes qu’il apprécie. Rue des Voleurs est un hommage aux romans d’aventures : Cruz qui récupère les cadavres des migrants pour les envoyer au Maroc est un hommage direct à Kurtz de Au cœur des ténèbres de Joseph Conrad. Mais c’est surtout aux romans policiers français que l'auteur rend hommage c’est pourquoi Lakdhar a une mixité dans la langue qui se rapproche de celle de la gouaille de la littérature policière des années 60-70. Les références aux poètes de langue arabe sont omniprésentes : Ibn Batouta dont le périple à travers le monde se rapproche de celui de Lakhdar, Aboû Nouwâs et Sadegh Hedayat qui posent la question de l’altérité dans un monde divisé.
Sur la crise espagnole et sur les problèmes politiques de la Catalogne, Lakhdar dit : « un quart de la Catalogne était au chômage, les journaux débordaient d’histoires terrifiantes de crise, de familles expulsées d’appartements qu’elles ne pouvaient plus payer et que les banques bradaient tout en continuant à réclamer leur dette, de suicides, de sacrifices, de découragement». Cette accumulation journalistique dénonce la politique contemporaine et derrière Lakhdar semble se cacher Énard[réf. nécessaire], installé à Barcelone et témoignant du monde qu’il connaît : « écrire le réel, ce n’est donc plus installer une « histoire » dans un cadre réaliste, mais aller directement vers cette matérialité même du monde qui témoigne de ce qu’il fut et devient»[source insuffisante].

## Éditions
- Actes Sud, 2012  (ISBN 978-2-330-01267-0)[9].